# 菅野雅紀
菅野 雅紀（すがの まさのり）は、日本のピアノ奏者。愛知県名古屋市出身。

## 人物・略歴
幼少の頃、母の影響でピアノを始める。その後、東京芸術大学、同大修士課程、同大博士課程、ハンガリー・リスト・フェレンツ音楽大学で学ぶ。小林仁、渡辺健二、ハリーナ・チェルニー＝ステファンスカ、ケヴィン・ケナーらに師事。第48回全日本学生音楽コンクール全国大会第1位、第25回ポルトガル・ポルト市国際音楽コンクールで第3位など、多くの国際コンクールで優勝・入賞している他、ウィーン室内管弦楽団などのオーケストラとの共演も果たしている。
現在はピアニストとして国内外で広く活動する傍ら、東京芸術大学、立教女学院短期大学講師を経て、現在、聖徳大学音楽学部教授、武蔵野音楽大学講師を務めている。